# Mont-Royal

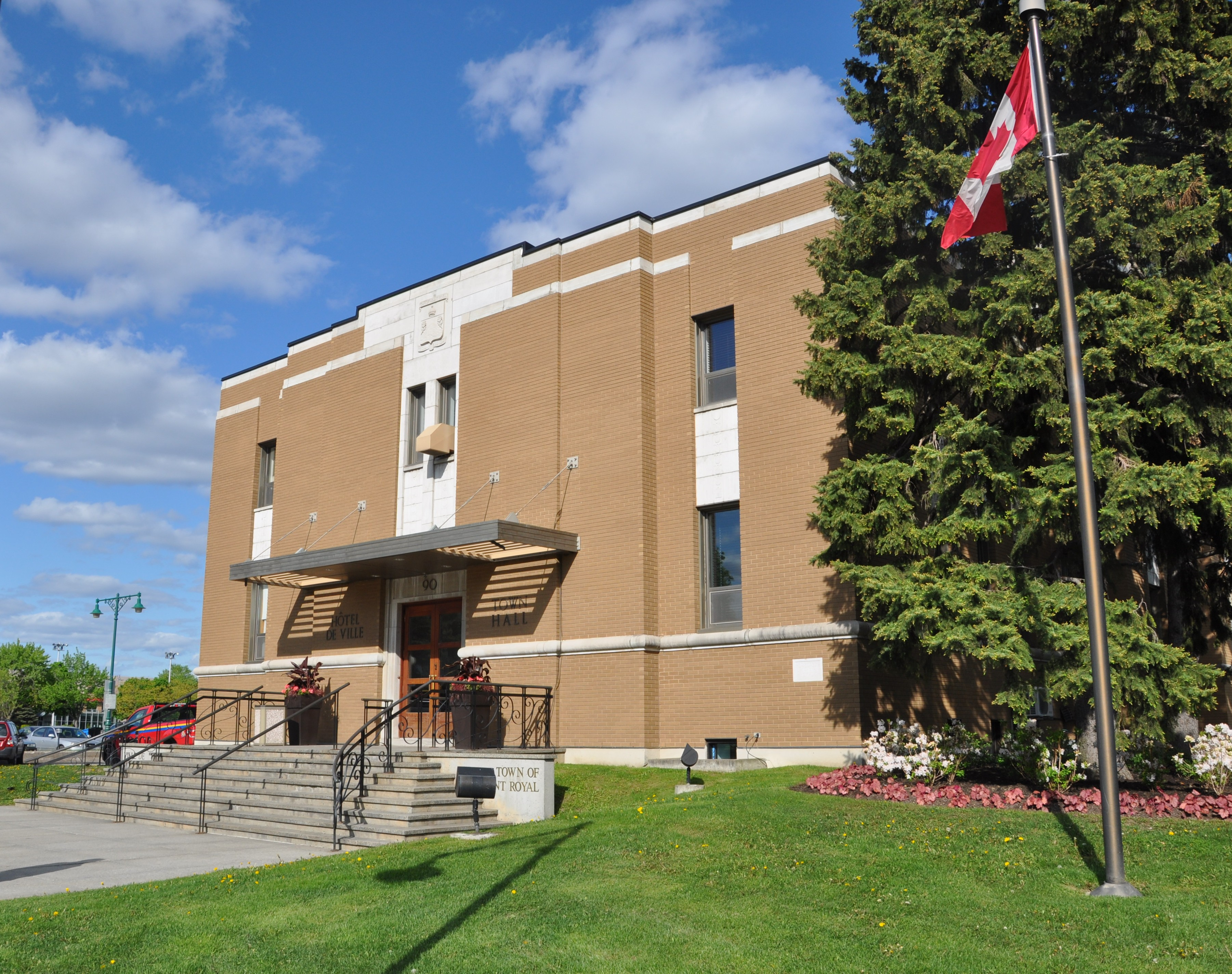
Siedziba merostwa w Mont-Royal

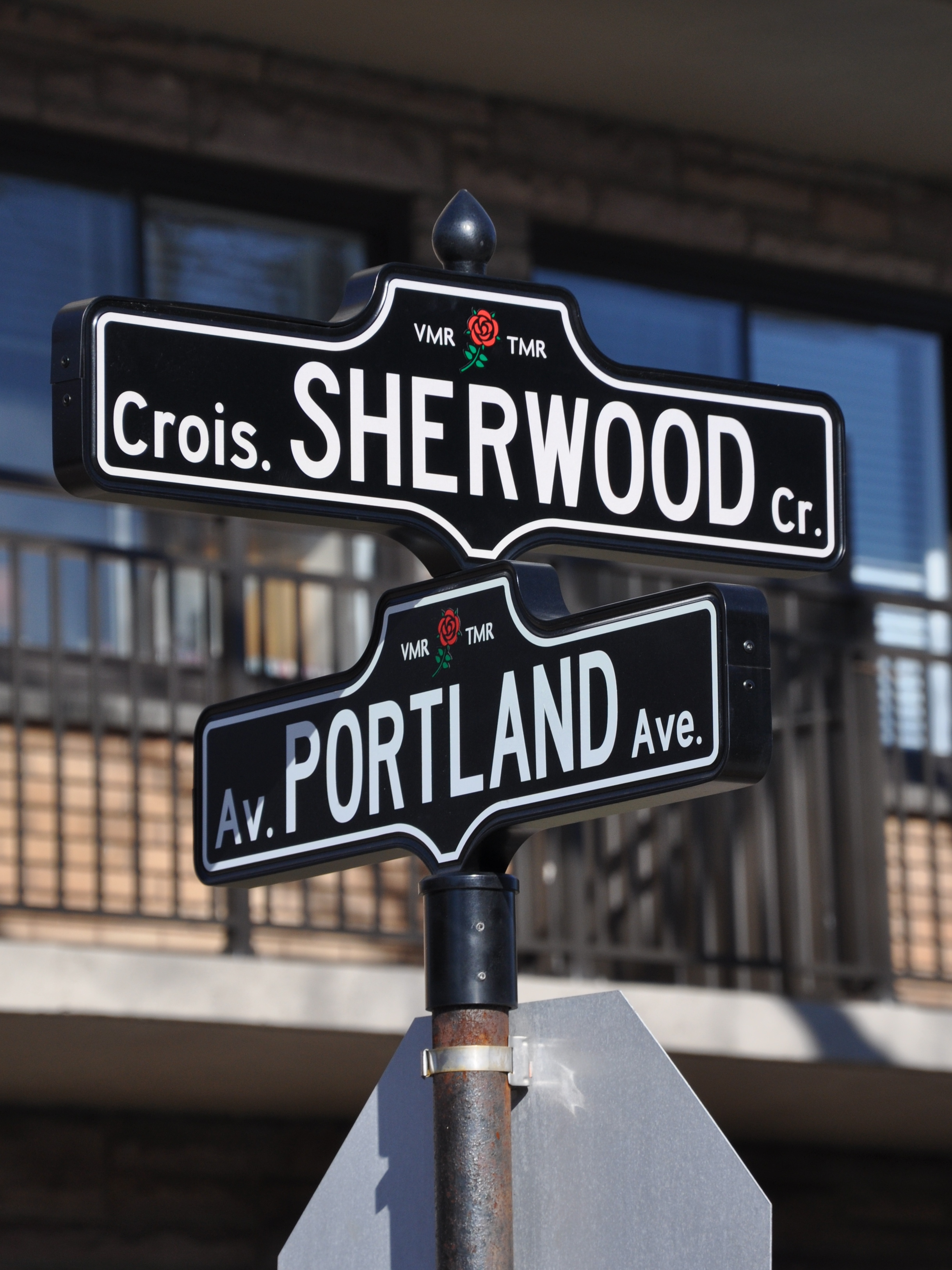
Nazwy ulic Mont-Royal są w dwóch językach

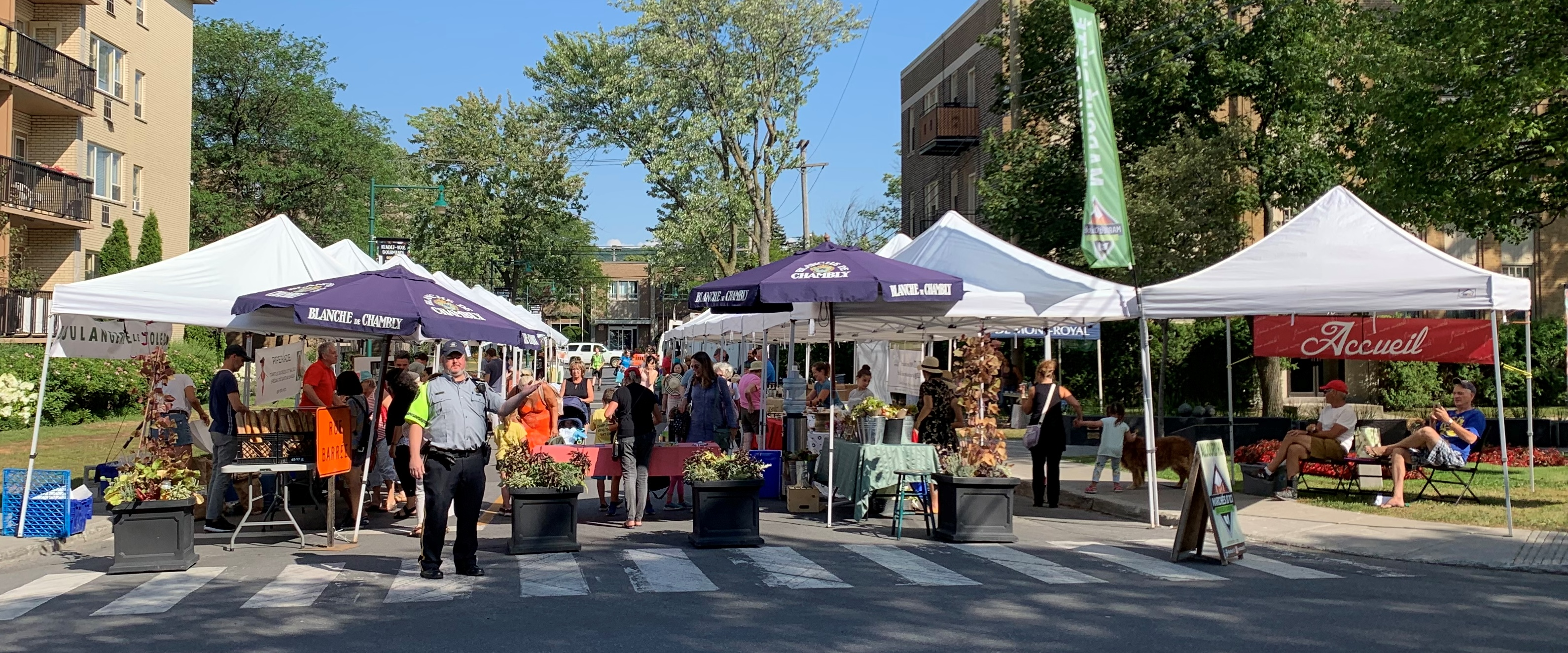
Letni rynek w mieście Mont-Royal

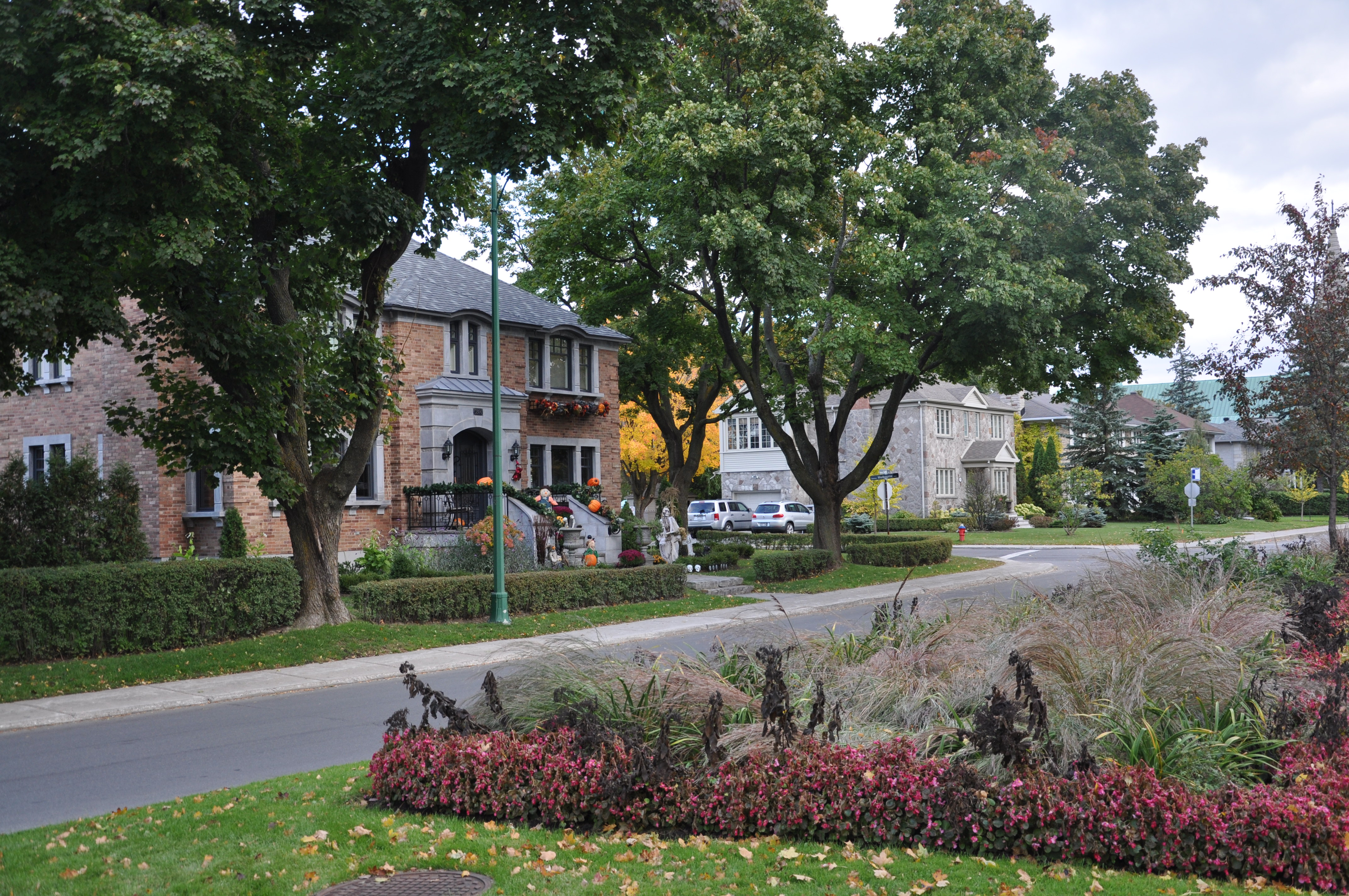
Ulica w Mont-Royal

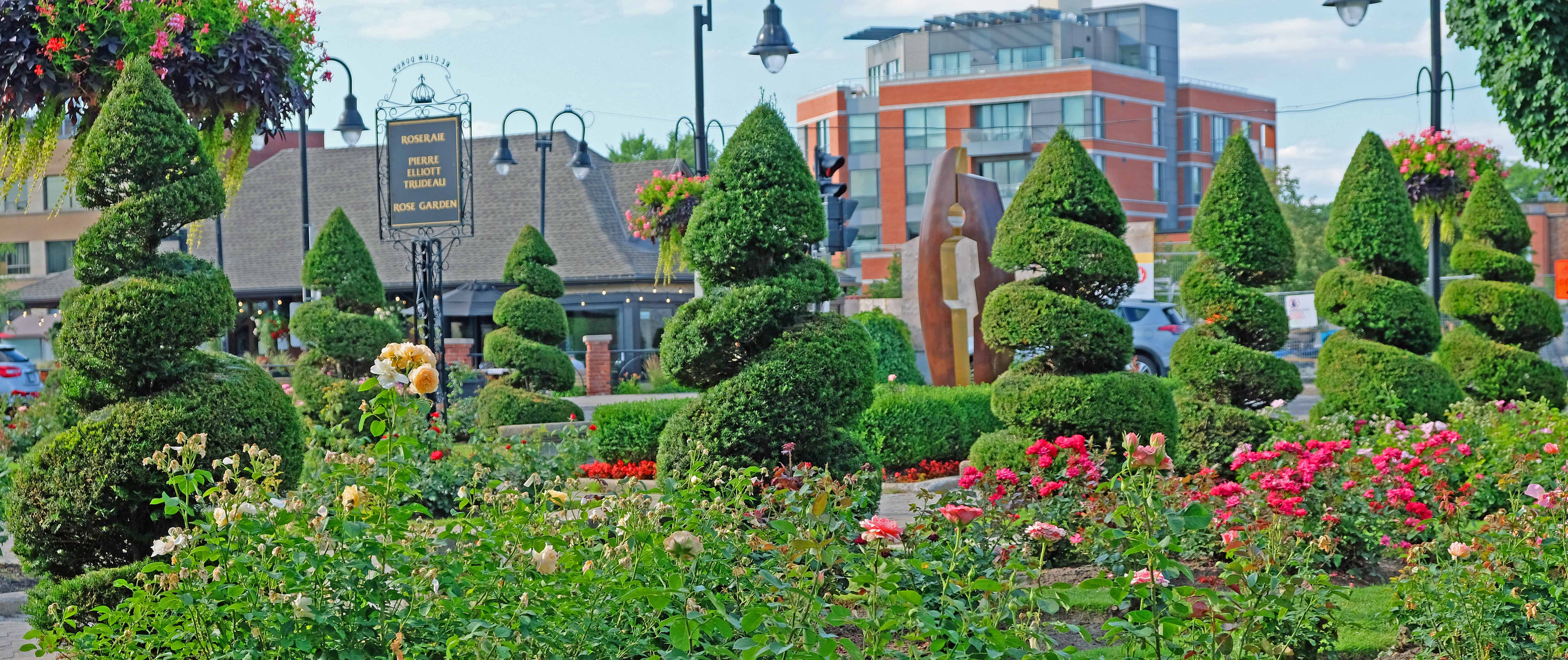
Rozarium w Mont-Royal

Mont-Royal (ang. Mount Royal) – miasto w Kanadzie, w prowincji Quebec, w regionie Montreal. Leży w obszarze metropolitarnym Montrealu. W 2008 roku miasto zostało uznane za miejsce o znaczeniu historycznym dla Kanady.

## Historia
Mont-Royal zostało założone w 1912 roku z inicjatywy Kanadyjskich Kolei Północnych. Miasto zostało zaprojektowane przez Fredericka Todda. Zgodnie z planem miało powstać nowe, „modelowe” miasto u podnóża góry. Spółka wykupiła 19 km² ziemi i wybudowała tunel kolejowy pod górą Mont Royal, łącząc tym samym nowe miasto z Montrealem. Na terenie miasta istnieje obecnie osiem szkół, trzydzieści parków, dziewięć kościołów, rośnie prawie 30 tysięcy drzew.
Mont-Royal od zawsze było zamieszkane przez bogatszą społeczność i aż do lat sześćdziesiątych dwudziestego wieku jego mieszkańcy byli niemal wyłącznie anglojęzyczni, z czego większość miała angielskie i szkockie korzenie. Sytuacja ta zaczęła się zmieniać po tzw. Cichej Rewolucji, od kiedy to ludność francuskojęzyczna uzyskała dostęp do dobrze płatnych zawodów. Mont-Royal stało się popularne i dzisiaj prawie połowa jego ludności jest francuskojęzyczna, mieszka tu też wiele mniejszości.
1 stycznia 2002 Mont-Royal zostało włączone do Montrealu. 20 czerwca mieszkańcy byłego miasta przegłosowali opcję odłączenia, co doprowadziło do odzyskania praw miejskich i odłączenia się od Montrealu 1 stycznia 2006 roku.
W czerwcu 2006 miasto zadecydowało o zmianie dwujęzycznych (francusko-angielskich) oznaczeń ulic na francuskojęzyczne. Decyzja taka zapadła w związku z wielokrotnie powtarzanymi prośbami ze strony OQLF (Biuro Języka Francuskiego w Quebecu) i coraz mniejszym znaczeniem języka angielskiego w życiu miasta. Po wielu skargach mniejszości anglojęzycznej dwujęzyczne tablice zostały przywrócone, jednak angielska nazwa ulic jest na nich napisana o wiele mniejszą czcionką niż francuska (na wcześniejszych dwujęzycznych tablicach nazwa w obu językach była tych samym rozmiarów). Jest również kilka ważniejszych ulic, na których nie przywrócono dwujęzycznego oznakowania.

## Demografia
Liczba mieszkańców Mont-Royal wynosi 19 503. Język francuski jest językiem ojczystym dla 46,1%, angielski dla 21,6%, arabski dla 6,9%, grecki dla 3,2%, włoski dla 3,1%, wietnamski dla 3,0%, hiszpański dla 1,9%, rumuński dla 1,5%, ormiański dla 1,4%, rosyjski dla 1,4% mieszkańców (2011).